# 石上亮
石上 亮（いしがみ りょう、1977年9月26日 - ）は、日本の俳優である。

## 人物
静岡県藤枝市出身。血液型はO型。東北大学経済学部経営学科卒業卒業。中学校社会及び高等学校地理歴史の教員免許を持っている。妻は、漫画家のうすべに桜子。現在は石神リョウ名義で活動している。

## 出演

### テレビドラマ
- OLにっぽん 第3話 （2008年10月22日、日本テレビ） - 不良 役
- ケータイ捜査官7 第36話 （2009年1月14日、テレビ東京） - ファミレスの店員 役
- 俺たちは天使だ! NO ANGEL NO LUCK 第1話 （2009年7月1日、テレビ東京） - 測量技師 役
- 任侠ヘルパー 第1話 （2009年7月9日、フジテレビ） - 鷲津組組員 役
- 土曜プレミアム 新春スペシャルドラマ 最後の約束 （2010年1月9日、フジテレビ） - 警備員役
- トミカヒーロー レスキューファイアー 第47話 （2010年2月27日、テレビ東京） - 救助する青年 役

### 映画
- ゾンビ学園（2003年） - 三橋 役
- 穢れ多き、人に非ず （2007年） - 横山 役
- 刀狩るもの 〜二本松の冒険〜（2008年） - 轟天 役
- Mogera Wogura （2008年） - 男・21歳 役
- ボクたちの反抗旗（2009年） - カン 役
- BIRTHDAY(2009年） - ニュースキャスター 役
- Girl's Life（2009年） - ホスト客 役
- 劇場版 仮面ライダーディケイド オールライダー対大ショッカー（2009年）
- アウトサイダー052 （2010年） - 竹嶋 役
- J・IV・M 〜 a great LOVE 〜　(2010年） - BOOK 役
- SPACE BATTLESHIP ヤマト （2010年） - 戦闘員（レッド） 役
- モヒカン（2011年） - 壮八 役
- 蜘蛛の糸 （2011年） - 斎場世話人 役
- SHINE 辻岡正人の青春暴走活劇（2012年） - 鴻上 役
- ローン・チャレンジャー （2012年） - 沖口 役
- 妖怪少女KINECO R（2012年） - 悪霊に憑かれた男 役
- ENOLA（2015年）- 天野 役[3]
- ドブ川番外地 (2021年) - 馬場馬太郎 役

### 武将隊
- 越後上越 上杉おもてなし武将隊 （2011年 - 2012年[注釈 1]） - 上杉景虎 役
- 奥州・仙台おもてなし集団　伊達武将隊 （2012年 - 2013年） - 片倉小十郎景綱 役
- グレート家康公「葵」武将隊 （2013年 - 2017年） - 本多忠勝 役[4][5]
- 武将隊TOKYO （2018年 - ） - 徳川家康 役

### その他
- 志村なるみのABCコンシェルジュ （2010年、SBSラジオ) - メインパーソナリティ
- 『ハリー・ポッターと死の秘宝PART1』トム・フェルトン来日イベント （2010年、藤枝シネ・プレーゴ） - 舞台挨拶MC